# Ossian Sehlstedt
Ossian Alfons Sehlstedt i riksdagen kallad Sehlstedt i Eskilstuna senare Sehlstedt i Nyköping, född 9 augusti 1904 i Gällivare, död 3 februari 1983 i Limhamns församling, Malmö, var en svensk journalist och politiker (s). Sehlstedt var ledamot av riksdagens andra kammare 1949-1960, invald i Södermanlands läns valkrets. I riksdagen skrev han 13 egna motioner, bland annat om upprustning av ungdomsvårdsskolorna samt om bokförings- och redovisningsskyldighet för sammanslutningar som bedriver politisk propaganda.
Han var landshövding i Södermanlands län 1958-1970.